# Diandra Forrest
Diandra Forrest (El Bronx, 22 de octubre de 1989) es una modelo y actriz estadounidense, conocida por ser una modelo afroestadounidense con albinismo. Creció en una comunidad negra donde sufrió acoso por su piel blanca, hasta que se mudó a una escuela privada para evitarlo. Después de graduarse, Forrest se convirtió en la primera modelo femenina con albinismo que firmó con una importante agencia de modelos, y la primera en aparecer en una campaña nacional para una marca importante. Ha protagonizado varios cortometrajes y aparecido en múltiples vídeos musicales de amplio lanzamiento. Forrest aprovecha su prominencia para defender a las personas con albinismo en todo el mundo.

## Primeros años de vida
Forrest nació el 22 de octubre de 1989, de padres afroestadounidenses, y creció en la comunidad negra de El Bronx, el distrito más al norte de la ciudad de Nueva York. Una de cinco hijos, de los cuales sólo ella y su hermano menor tienen albinismo. Carece de melanina debido a su albinismo, lo que deja su piel, ojos y cabello de un color claro. También tiene nistagmo, una condición en la que sus ojos se mueven de un lado al otro, lo cual es común en el albinismo.
Forrest se dio cuenta de que tenía albinismo a la edad de nueve años. Recuerda que niños e incluso adultos se burlaban de ella regularmente por su piel y cabello pálidos, hasta el punto de hacerle llorar. Cambió de escuela muchas veces hasta que finalmente se matriculó en el Instituto de Educación Especial de Nueva York (NYISE por sus siglas en inglés), donde su maestra de sexto grado, también una mujer afroestadounidense con albinismo, la animó. Con esa confianza añadida, a la edad de catorce años, decidió convertirse en modelo. Ella dice que habló con un entrenador de modelos cuando tenía catorce o quince años, pero él le dijo que nunca sería modelo porque era demasiado extraña. Forrest se graduó de NYISE en 2007 y escribió en el anuario de la clase que en diez años se veía a sí misma «caminando por la pasarela de un Victoria's Secret Fashion Show».

## Modelaje

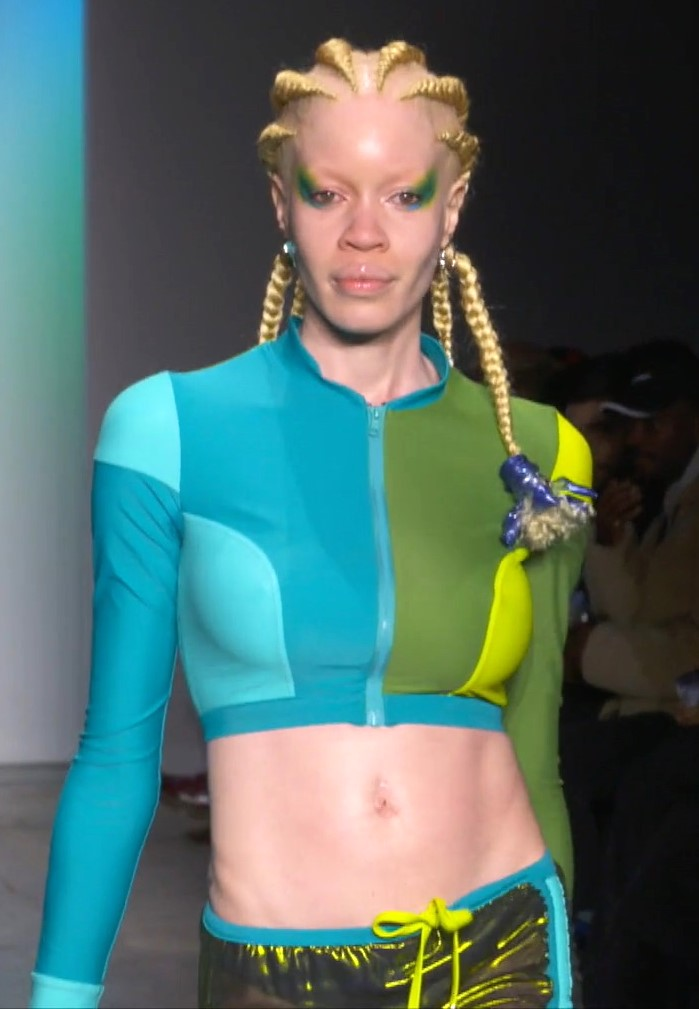
Forrest desfilando para la campaña Otoño/Invierno 2019 de Chromat.

Forrest fue descubierto por el fotógrafo de moda Shameer Khan mientras caminaba por la Calle 34 en Nueva York, y firmó con Elite Model Management un mes después, en febrero de 2009. Ella dice que su entrenador se equivocó, la agencia la fichó inmediatamente y los clientes se interesaron. Fue la primera vez que una modelo femenina con albinismo firmó con una agencia importante. En el verano de 2009, abandonó Estados Unidos por primera vez para modelar en la Semana de la Moda de París. En mayo de 2015, Forrest fue el rostro de la colección de otoño de la diseñadora Mimi Plange. Ese septiembre, compartió la portada de la revista Ebony . En mayo de 2016, contó su historia en la publicidad de Burt's Bees.
En octubre de 2017, Forrest se convirtió en una de las cinco modelos atípicas que aparecieron en la campaña «Breaking Beauty» de cosméticos Wet n Wild (junto con la música asiático-estadounidense Michelle Zauner, la levantadora de pesas olímpica Briana Marquez, la activista amputada Mama Cax y la modelo transgénero neerlandesa Valentijn de Hingh). Esto la convirtió en la primera modelo con albinismo en protagonizar una campaña nacional para una importante marca de belleza. Forrest dijo que además del aspecto innovador, valoró que la marca de cosméticos creara tonos que funcionaran en su piel.

## Activismo

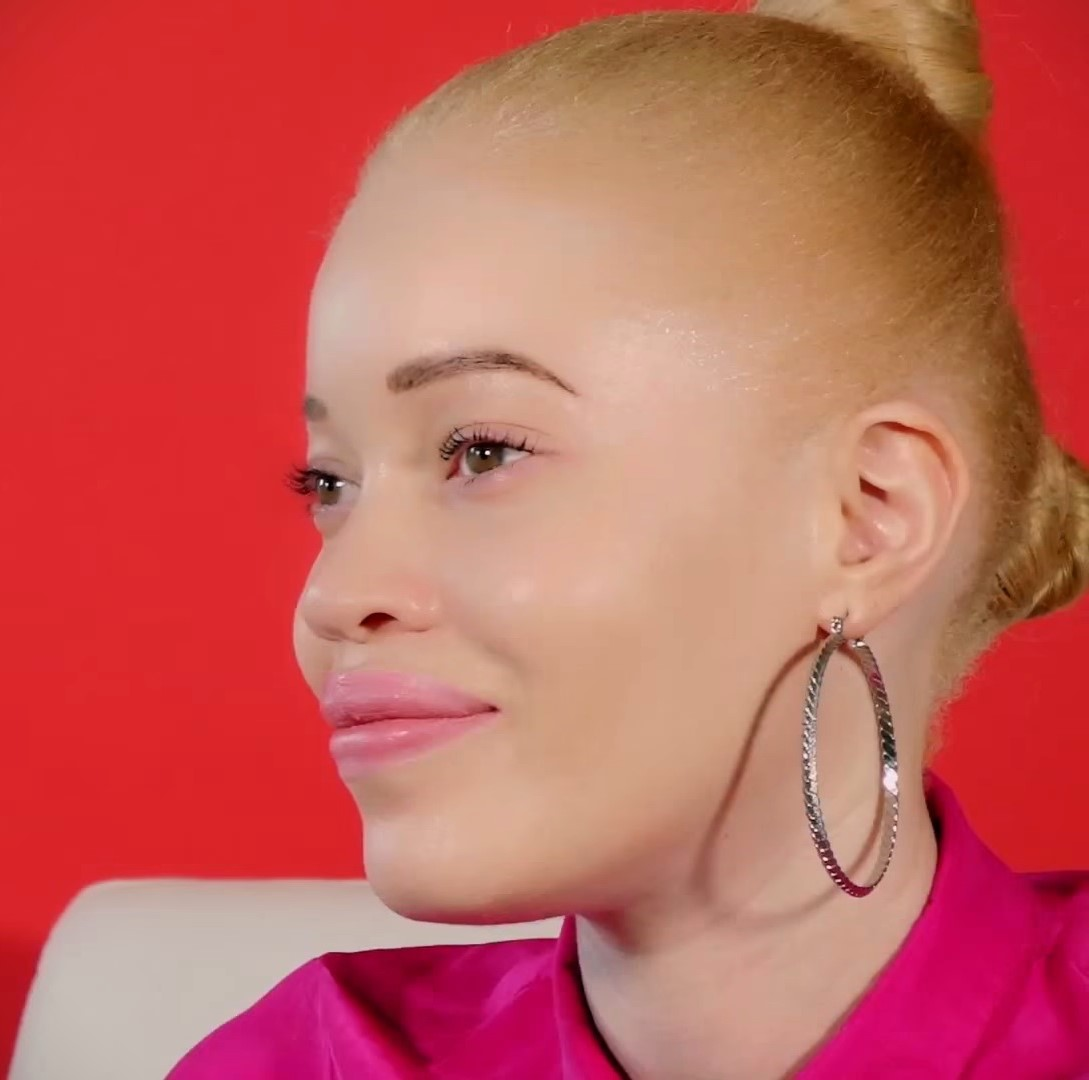
Forrest entrevistada en 2015.

Varios años después de comenzar su carrera, Forrest se sorprendió al enterarse de la persecución que sufrían las personas con albinismo, mucho mayor que las burlas y el acoso que enfrentó mientras crecía. En todo el mundo, la incidencia del albinismo es cercana a 1 en 20 000 personas, pero en Tanzania, donde la proporción es más cercana a 1 en 1400, y otros países de África subsahariana y África Oriental, las personas con albinismo corren el riesgo de ser asesinadas o desmembradas y sus cuerpos utilizados como amuletos mágicos.
En octubre de 2012, Forrest asistió a la Semana de la Moda de África en Johannesburgo, Sudáfrica, en parte para intentar cambiar la forma en que se ve a las personas albinas en ese continente. En 2015 trabajó con Assisting Children in Need, un grupo que abrió una casa segura para niños con albinismo en Tanzania.
En el verano de 2016, Forrest apareció y dirigió un cortometraje para la campaña «Beyond My Skin», destinada a celebrar el albinismo. Se estrenó en el Día Internacional de Sensibilización sobre el Albinismo y las ganancias se destinaron a la Fundación Global Salif Keïta para personas con albinismo. En mayo de 2019, tras el asesinato de un niño con albinismo, Forrest voló a Mali para bailar un concierto benéfico con Salif Keïta, un músico maliense que también tiene albinismo. Coumba Makalou, la esposa de Keïta, quien dirige la fundación, dijo que Forrest fue una inspiración para muchas niñas con albinismo y que verla podría cambiarles la vida. En 2019, Forrest apareció como portavoz de NYDG ColorFull, una asociación entre la Fundación de Dermatología de Nueva York y las Naciones Unidas para apoyar a las personas con albinismo.

## Actuación
En 2013, Forrest protagonizó el cortometraje Sololoque de Ruben Sznajderman, que se emitió en el festival ASVOFF. Al año siguiente, Forrest protagonizó Afronauts, un cortometraje de ciencia ficción especulativa de Nuotama Bodomo sobre una mujer zambiana de la década de 1960 que intentaba llegar a la Luna antes que Estados Unidos y la URSS. En 2022, Forrest protagonizó War of Colors, un cortometraje de Emir Kumova sobre la discriminación que enfrentan los afroestadounidenses con albinismo.
En agosto de 2010, Forrest apareció en el videoclip de la canción «Power» de Kanye West, terminando con ella atacando al cantante con una espada. En diciembre de 2013, Forrest apareció en dos videos musicales de Beyoncé: en «Pretty Hurts» interpreta a una concursante de un concurso de belleza, y en «XO» viaja en una montaña rusa. En 2016, Forrest bailó en el video musical de «Pleasure Toy» de Bilal.

## Vida personal
Forrest tiene una hija, nacida en 2015, y un hijo, nacido en 2017. En febrero de 2016, Forrest fue objeto de controversia cuando desfiló por la pasarela en un desfile de moda de Gypsy Sport en la Semana de la Moda de Nueva York. Ella sostenía a su hija de siete semanas cerca de su pecho envuelta en una manta, y algunos (incluido The Daily Beast) asumieron que estaba amamantando en público, aunque no era así. Un año después, Forrest publicó una fotografía de ella amamantando a su hija durante una sesión de fotos de moda y recordó ese momento.